# Ursberg
Ursberg este o comună din landul Bavaria, Germania.

## Monumente
- Mănăstirea Ursberg⁠(de)[traduceți], sec. al XIII-lea